# Lianghe (köpinghuvudort i Kina, Hubei Sheng, lat 30,70, long 111,92)
Lianghe (kinesiska: 两河) är en köpinghuvudort i Kina. Den ligger i provinsen Hubei, i den centrala delen av landet, omkring 230 kilometer väster om provinshuvudstaden Wuhan. Antalet invånare är 32 412. Befolkningen består av 16 063 kvinnor och 16 349 män. Barn under 15 år utgör 9,0 %, vuxna 15-64 år 79 %, och äldre över 65 år 11,0 %.
Runt Lianghe är det tätbefolkat, med 397 invånare per kvadratkilometer. Närmaste större samhälle är Baling, 19,7 km nordväst om Lianghe. Trakten runt Lianghe består till största delen av jordbruksmark.
Genomsnittlig årsnederbörd är 1 199 millimeter. Den regnigaste månaden är augusti, med i genomsnitt 174 mm nederbörd, och den torraste är december, med 14 mm nederbörd.